# Vårdinge-Nibble
Vårdinge-Nibble är en bebyggelse vid sjön Sillens norra strand. I området avgränsade SCB mellan 2015 och 2020 en småort, efter att tidigare ha ingått i Gnesta tätort.